# Sunlong Bus
Sunlong Bus (официально Shanghai Shenlong Bus Co., Ltd.) — китайский производитель автобусов, базирующийся в Шанхае.

## История
Производитель автобусов Sunlong Bus основан 13 апреля 2001 года. Экспортное производство автобусов началось 2 февраля 2004 года.
В 2005 году автобусы начали эксплуатацию в Гонконге. С 2006 года кроме Китая, автобусы стали поставляться в другие страны. По состоянию на 2011 год, Китай занимал пятое место по экспорту автобусов.
В сентябре 2012 года в Корее Министерство окружающей среды учредило подразделение Sunlong Bus Korea. С апреля 2013 по осень 2016 года также существовало подразделение Sunlong Duego.

## Модельный ряд
Компания Sunlong Bus выпускает фургоны, микроавтобусы длиной 6—7 метров, городские и туристические автобусы длиной 8—12 метров.

### Фургоны
- SLK5030 (Jinbei Haise).
- SLK5031 (DFSK K-Series).
- SLK5032 (Chery Q22).
- Sunlong Guangxi Yibian NEV (Dongfeng Captain EV400).

### Автобусы
- SLK5180XLJ — автодом
- SLK5228XLJ — автодом
- SLK6016 — туристический автобус
- SLK6103 — городской автобус
- SLK6105 — городской автобус
- SLK6106 — туристический автобус
- SLK6111 — городской автобус
- SLK6113 — городской автобус
- SLK6115 — городской автобус
- SLK6116 — туристический автобус
- SLK6120 — туристический автобус
- SLK6122 — городской автобус
- SLK6125 — городской автобус
- SLK6126 — туристический автобус
- SLK6129 — городской автобус
- SLK6800XC — школьный автобус
- SLK6602 — микроавтобус
- SLK6702 — микроавтобус
- SLK6750 — микроавтобус
- SLK6750XC — школьный автобус
- SLK6753 — городской автобус
- SLK6770 — микроавтобус
- SLK6800 — городской автобус
- SLK6800 — школьный автобус
- SLK6802 — туристический автобус
- SLK6840 — туристический автобус
- SLK6872 — школьный автобус
- SLK6872 — туристический автобус
- SLK6850 — туристический автобус
- SLK6851 — городской автобус
- SLK6855 — городской автобус
- SLK6891 — городской автобус
- SLK6900 — туристический автобус
- SLK6902 — туристический автобус
- SLK6905 — городской автобус
- SLK6935 — городской автобус
- SLK6970 — городской автобус
- SLK6972 — туристический автобус
- SLK6985 — туристический автобус
- SLK6985 — городской автобус

## Галерея

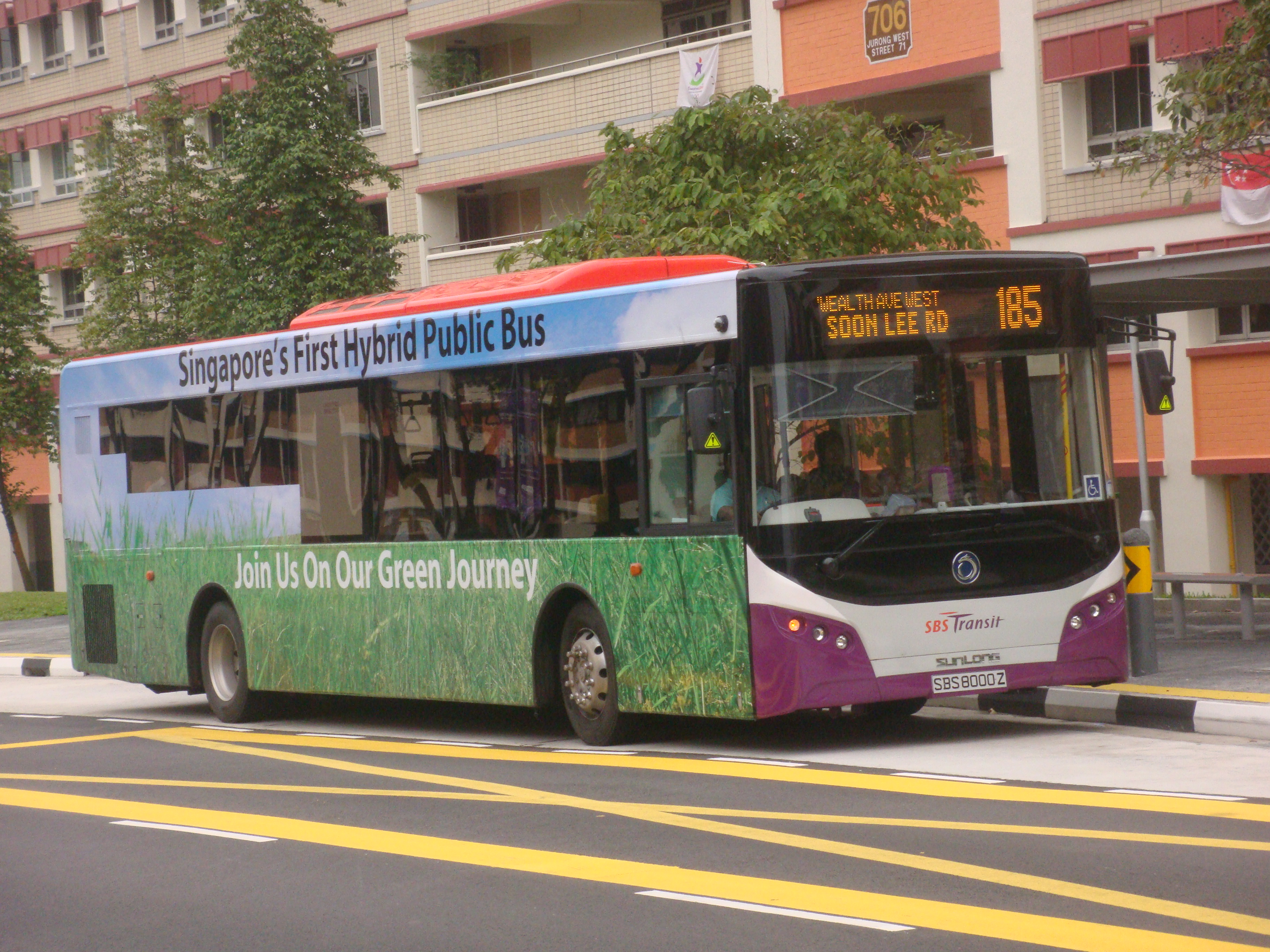
Sunlong SLK6121UF14H Hybrid
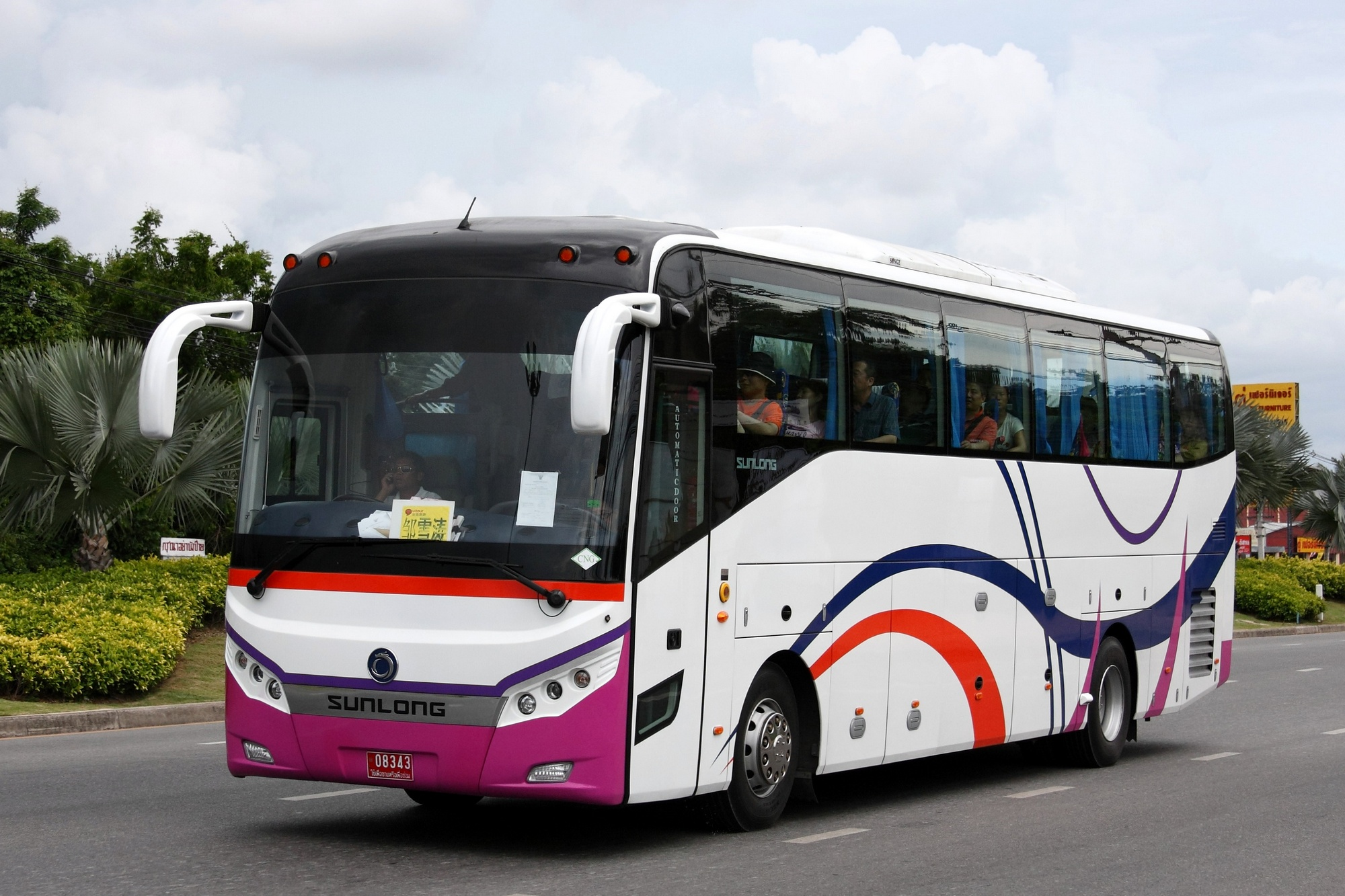
Sunlong SLK6126CNGB
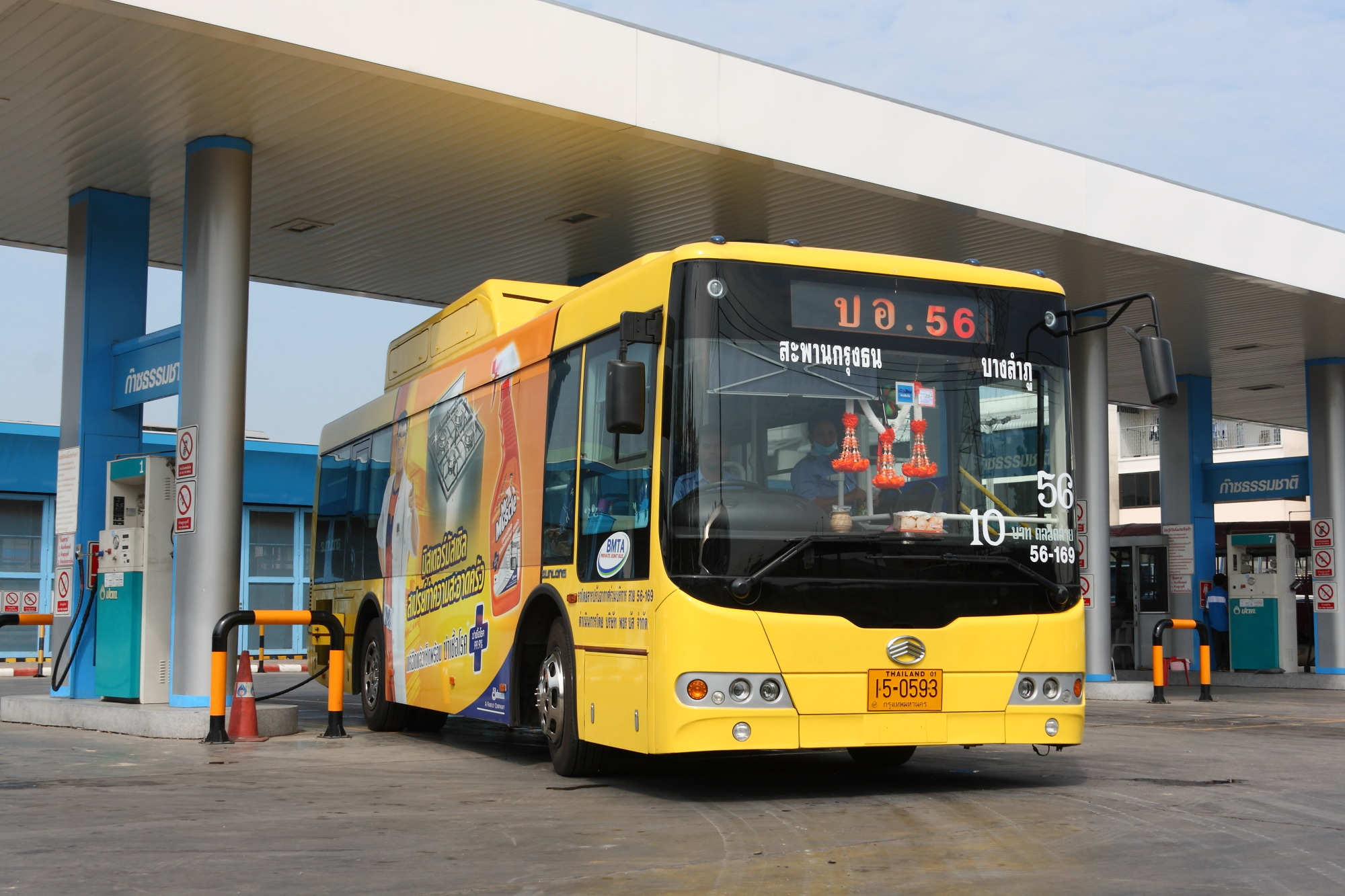
Sunlong SLK6985CNG
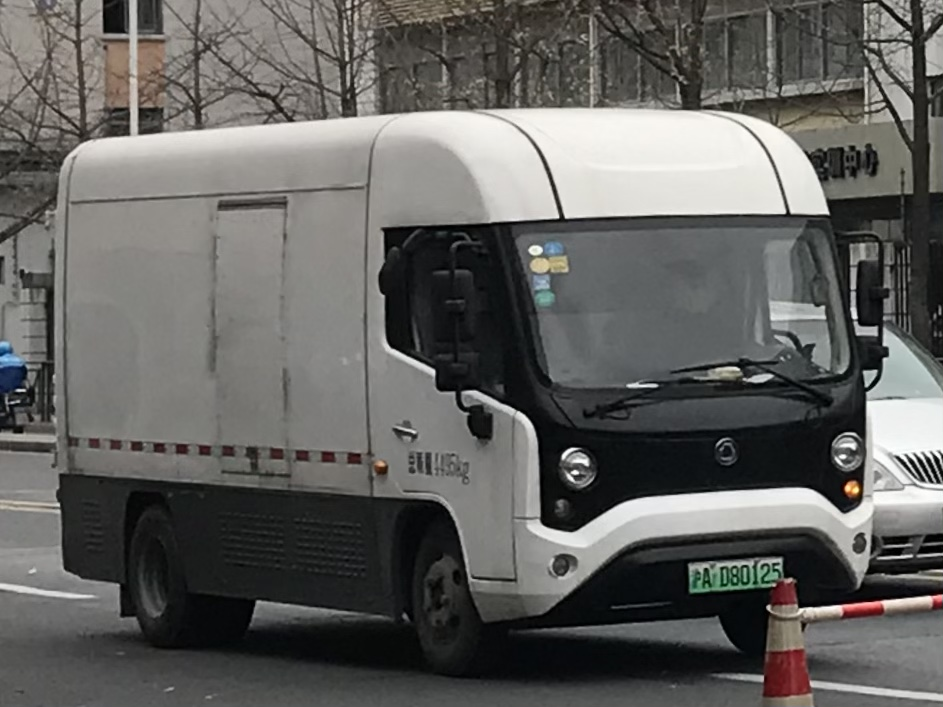
Sunlong Guangxi Yibian NEV
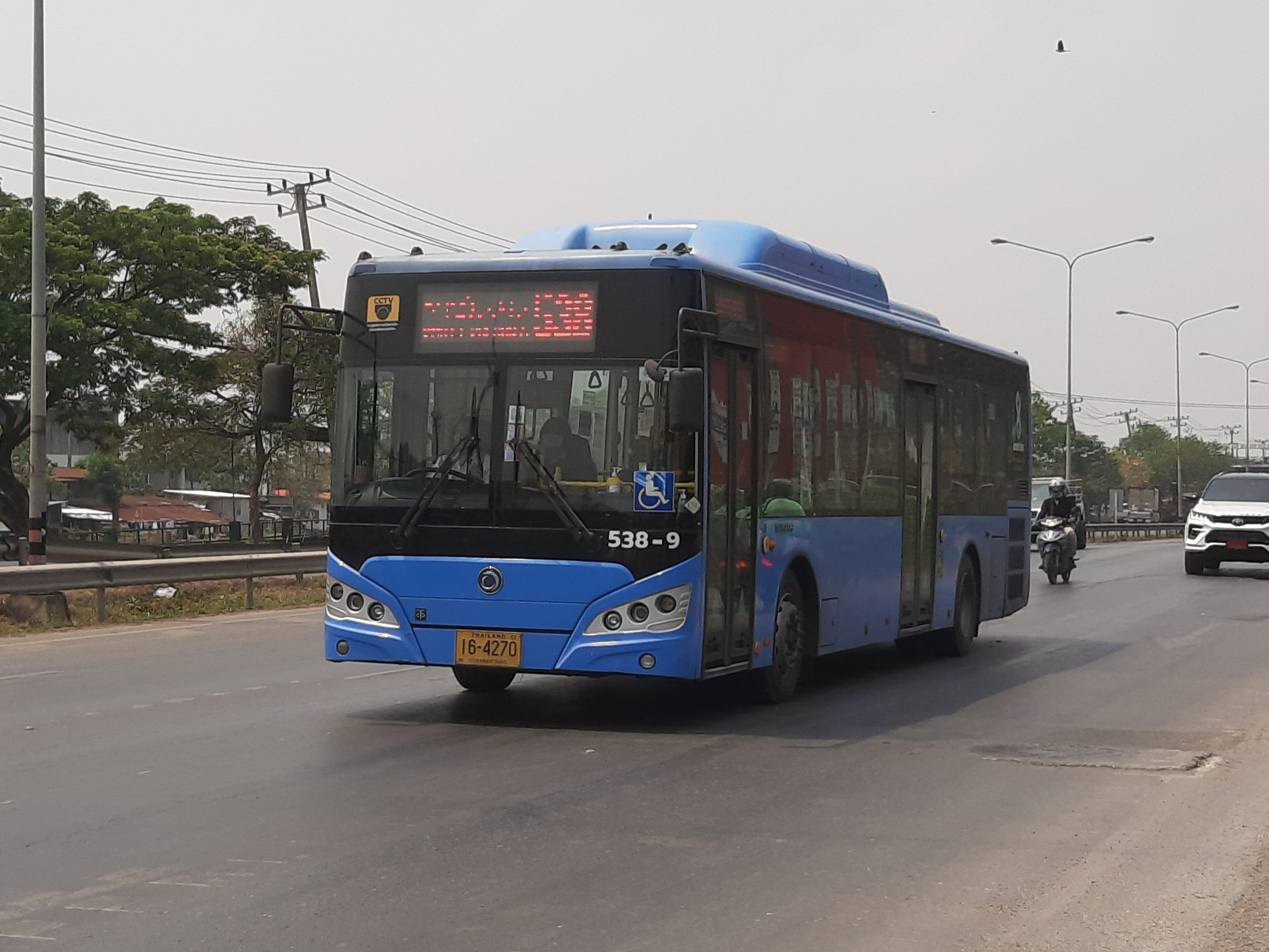
Sunlong SLK6129CNG
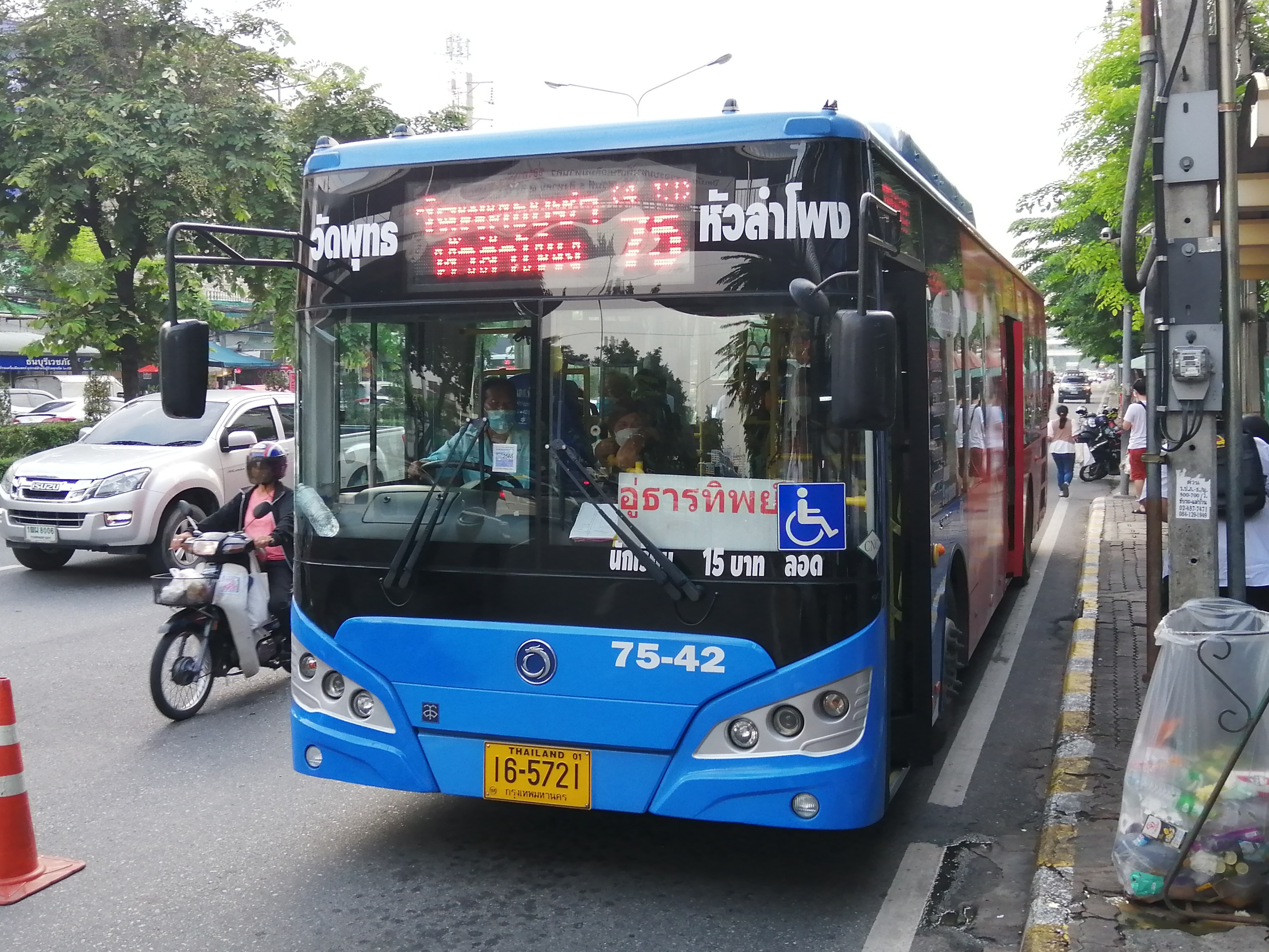
Sunlong SLK6129CNG
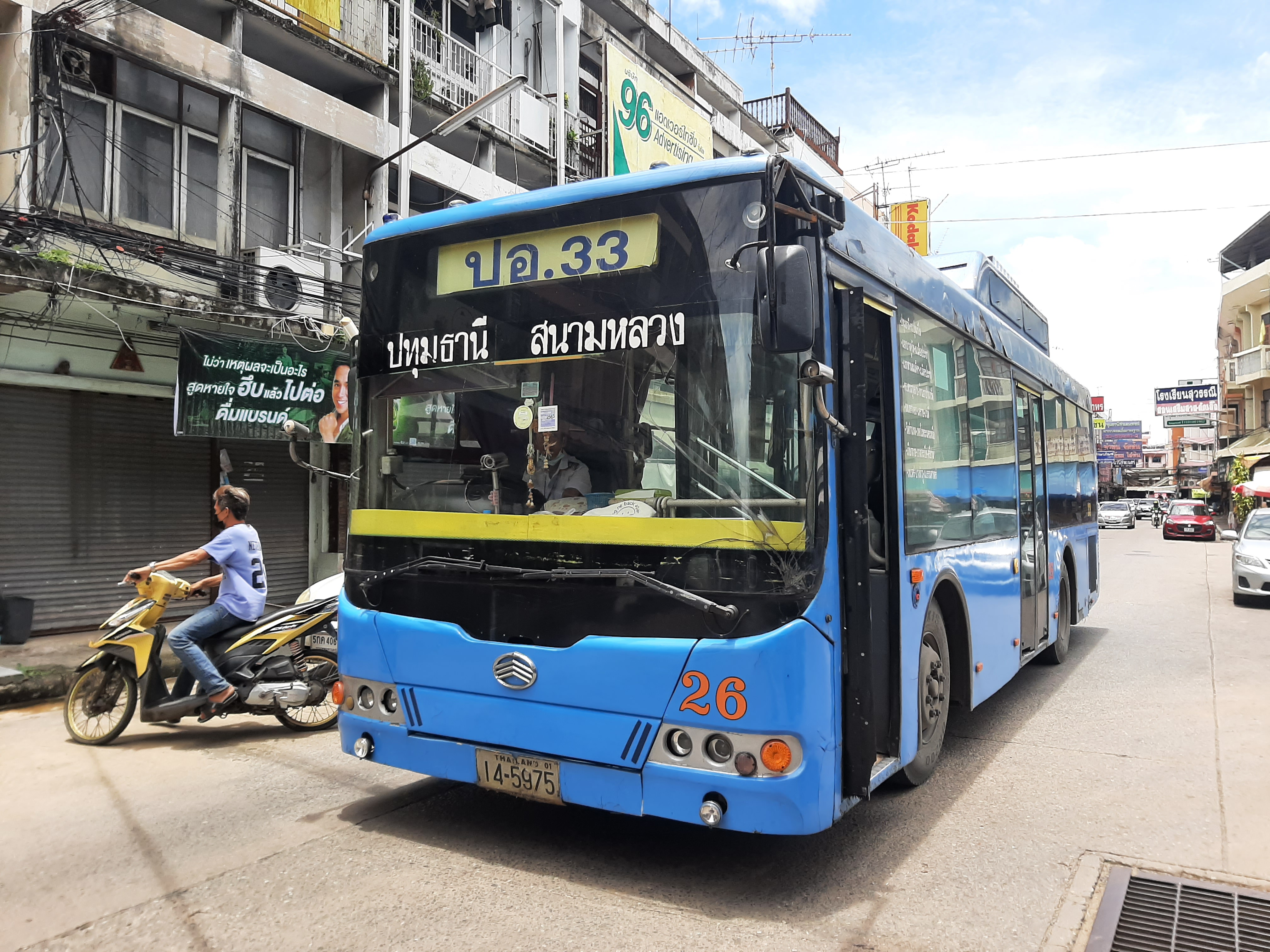
Sunlong SLK6985CNG